# Râul Glavacioc
Râul Glavacioc este un râu din România, afluent al râului Câlniștea.

## Hărți
- Harta Județul Argeș
- Angheluță Vădineanu, Carmen Postolache, Georgia Cosor, Teodora Pălărie, Costel Negrei, Magdalena Bucur - Case Study Report - The Neajlov Catchment - [nefuncțională]